# بولاسكي (نيويورك)
بولاسكي (بالإنجليزية: Pulaski, New York)‏ هي بلدة تقع في الولايات المتحدة في مقاطعة أوسويغو، نيويورك. يقدر عدد سكانها بـ 2,365 نسمة ومساحتها 8.9 كم2 وترتفع عن سطح البحر 113 متر.

## أعلام
- فرانك بيكر
- جورج دبليو. كروس